# Louhivesi
Le lac Louhivesi (finnois : Louhivesi) est un lac finlandais situé dans la région de Savonie du Sud en Finlande.

## Géographie
Le lac Louhivesi, d'une superficie de 46 kilomètres carrés, est situé à Mikkeli.